# Seabrook Island
Seabrook Island is een plaats (town) in de Amerikaanse staat South Carolina, en valt bestuurlijk gezien onder Charleston County.

## Demografie
Bij de volkstelling in 2000 werd het aantal inwoners vastgesteld op 1250.
In 2006 is het aantal inwoners door het United States Census Bureau geschat op 1192, een daling van 58 (-4.6%).

## Geografie
Volgens het United States Census Bureau beslaat de plaats een oppervlakte van
18,3 km², waarvan 15,7 km² land en 2,6 km² water.

## Plaatsen in de nabije omgeving
De onderstaande figuur toont nabijgelegen plaatsen in een straal van 20 km rond Seabrook Island.